# Jürgen Croy
Jürgen Croy (Zwickau, 19 oktober 1946) is een Duitse voormalige voetballer. De doelman speelde 94 interlands voor het voetbalelftal van de Duitse Democratische Republiek en is daarmee de recorddoelman van de nationale ploeg. Samen met zijn team haalde hij de gouden medaille op de Olympische spelen in 1976. Hij werd drie keer verkozen tot Oost-Duits voetballer van het jaar.

## Carrière

### Motor/Sachsenring Zwickau
Croy speelde vanaf zijn achtste voor Aktivist Zwickau en was aanvankelijk aanvallende middenvelder. In 1963 maakte hij de overstap naar Oberligaclub Motor Zwickau en werd daar doelman. Na twee jaar bij de jeugd en de reserves werd hij in 1965 eerste doelman toen Peter Meyer stopte. Zijn eerste wedstrijd was in Rostock en werd meteen gewonnen door Zwickau. Hij werd al snel de onbetwiste nummer één en zou dit ook blijven tot 1981. Van de 416 Oberligawedstrijden die plaatsvonden in zijn carrière speelde hij er 372 wat neerkomt op 83,4%. Alleen in de seizoenen 1972/73 en 1978/79 bleef hij even aan de kant wegens blessure. In 1967 won hij met zijn club de FDGB-Pokal. In de Europacup II hield hij de 0 op het bord in de eerste wedstrijd tegen Torpedo Moskou, maar in de terugwedstrijd verloor de club met 1:0 in Moskou. In 1968 fuseerde Motor Zwickau met Aktivist en werd zo Sachsenring Zwickau.
In 1975 won hij opnieuw de beker in een spannende finale tegen Dynamo Dresden. Croy werd de held van de match omdat hij twee penalty’s stopte. De club plaatste zich hierdoor opnieuw voor de Europacup II en deed het deze keer een stuk beter. In de achtste finale kwam het tot penalty's tegen AC Fiorentina en ook hierin had Croy een groot aandeel dat Zwickau won. Nadat ook nog Celtic Glasgow opzij gezet werd verloor Zwickau in de halve finale van RSC Anderlecht. Zijn laatste oberligaseizoen was 1980/81. Op 35-jarige leeftijd speelde hij nog alle 26 wedstrijden en speelde zo in totaal 372 voor Zwickau in de Oberliga en is daarmee de tweede speler achter Alois Glaubitz van Zwickau. Vanaf 1975 was hij kapitein van de ploeg. In 1972, 1976 en 1976 werd hij verkozen tot voetballer van het jaar.

### Nationaal elftal

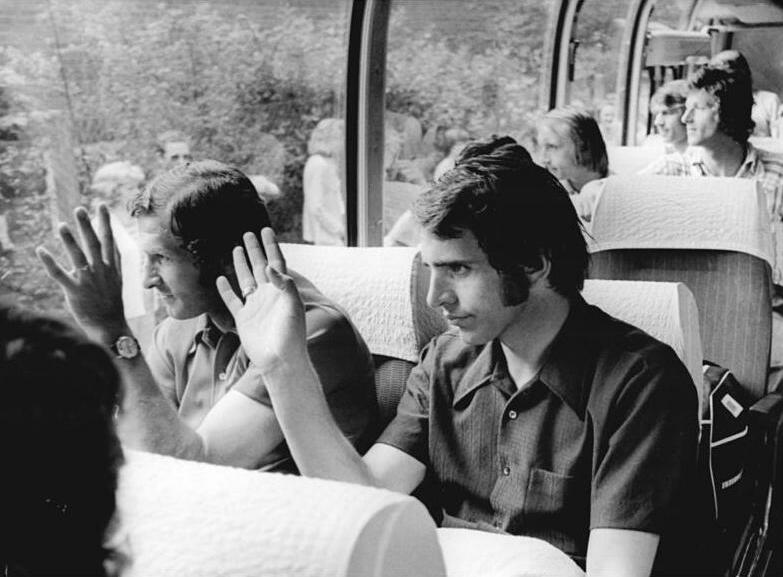
Croy in de teambus bij het WK 1974 (rechts)

In 1963 werd Croy opgenomen in het nationale jeugdelftal. Hij speelde op 13 oktober zijn eerste interland tegen Roemenië (4:1). Tot 1965 speelde hij in totaal 16 wedstrijden. In 1965 won hij het Europees kampioenschap tegen Engeland.
Op 15 mei 1967 speelde hij in Helsingborg zijn eerste wedstrijd met het A-elftal tegen Zweden (0:1). Andere debutanten namens Oost-Duitsland in die wedstrijd waren aanvaller Wolfram Löwe (Lokomotive Leipzig) en verdediger Bernd Bransch (HFC Chemie Halle). Aanvankelijk bleef hij nog achter Wolfgang Blochwitz reservedoelman. In 1968 werd hij eerste doelman en bleef dit tot 1979 toen hij afgelost werd door Hans-Ulrich Grapenthin van CZ Jena. Op 19 mei 1981 speelde hij zijn laatste interland tegen Cuba (5:0). Dit werd zijn 94ste interland en staat daarmee op de derde plaats van de meeste interlands en is de doelman met de meeste interlands. Een van zijn meest memorabele wedstrijden was op het WK van 1974 toen hij met zijn elftal met 1:0 won tegen West-Duitsland.
Zijn grootste succes behaalde hij met de Olympische selectie waarmee hij tussen 1968 en 1973 tezamen 23 wedstrijden speelde. Nadat in 1972 al de bronzen medaille behaald werd wonnen ze in 1976 in Canada na een zege tegen Polen de gouden medaille. Zijn prestaties met de nationale ploeg en in de Oberliga werden in 1989 gehuldigd toen hij gekozen werd als beste voetballer in 40 jaar DDR.

### Latere carrière
Croy behaalde in 1975 zijn diploma van sportleraar. Na zijn carrière begon hij als trainer bij Zwickau van de jeugd en in 1984/85 werd hij trainer van de eerste ploeg. In 1983 was de club wel uit de hoogste klasse gezakt. In zijn eerste jaar leidde hij de club terug naar de Oberliga, maar daar eindigde de club wel weer op een degradatieplaats. In 1988 promoveerde hij opnieuw, maar werd dan vervangen als trainer door Udo Schmuck.
In 1989 werd hij vicepresident van de Oost-Duitse voetbalbond. Na de Duitse hereniging werd deze bond opgeheven en veranderde Sachsenring Zwickau de naam in FSV Zwickau en ging hij daar in het bestuur zetelen. In 1994 werd hij ereburger van de stad Zwickau. Hij werkte ook als vertegenwoordiger voor sportproducent Puma en voor enkele advertentiebladen.